# Petrojet FC
El Petrojet es un club de fútbol egipcio de la ciudad de Suez, propiedad de la compañía petrolera PetroJet. El equipo juega en la Premier League de Egipto, la liga de fútbol más importante del país.
El Petrojet fue ascendido a la Primera División de Egipto por primera vez desde su creación para la temporada 2006-07. El Petrojet ahorró su billete para la Primera División de Egipto después de una feroz competencia con una serie de equipos fuertes como Tersana SC, Al-Sekka Al-Hadid y otros.
El juego en equipo, ya que se unió a la ciudad de Suez a la Primera División de Egipto en la temporada 2006-2007.

## Historia
'Petrojet' es un equipo de fútbol de la ciudad de Suez, propiedad de la compañía petrolera egipcia, PetroJet, Fundado en 1980.
En la temporada 2018-19 descendería a la Segunda División de Egipto como 16.º de la tabla.
El club ganó el ascenso a la Primera División de Egipto por segunda vez luego de terminar 1° del Grupo Ascenso de la Segunda División de Egipto 2023-24.

## Estadio
'Petrojet' antes desempeñaba sus partidos en casa en el Estadio Internacional de El Cairo, pero después de jugar en la Primera División de Egipto, Petrojet juega sus partidos en Estadio de Suez. Pero aún Petrojet también juega en el Estadio Internacional de El Cairo.

## Mejores logros

### Doméstica
- Primera División de Egipto 
  - 3º:2008-09

- Copa de Egipto 
  - Semi-Finales:2008-09

## Actuación en las competencias de Egipto
- Primera División de Egipto : 3 apariencia

2006-2007 - 7 ° lugar
2007-2008 - 5 º Lugar
2008-2009 - 3 º Lugar
- Copa de Egipto : 5 apariciones

02/03 - Ronda de 32
04/05 - Ronda de 16
06/07 - Ronda de 16
07/08 - Cuartos de final
08/09 - Semifinales

## Rendimiento en competiciones de la CAF
| Temporada | Torneo                       | Ronda      | Club         | Casa | Visita | Global |
| --------- | ---------------------------- | ---------- | ------------ | ---- | ------ | ------ |
| 2010      | Copa Confederación de la CAF | Preliminar | Miembeni SC  | 2-0  | 2-2    | 4-2    |
| 2010      | Copa Confederación de la CAF | 1          | Khartoum-3   | 3-0  | 2-1    | 5-1    |
| 2010      | Copa Confederación de la CAF | 2          | CS Sfaxien   | 1-0  | 1-1    | 2-1    |
| 2015      | Copa Confederación de la CAF | Preliminar | Al-Ghazal FC | 6-1  | 1-0    | 7-1    |
| 2015      | Copa Confederación de la CAF | 1          | Djoliba AC   | 0-0  | 1-2    | 1-2    |

## Jugadores

#### Plantilla: 2024-25
- Actualizado al 13 de noviembre de 2024[2]

## Entrenadores
- Mokhtar Mokhtar (julio de 2005-mayo de 2010)
- Helmi Toulan (junio de 2010-mayo de 2011)
- Mohamed Omar (mayo de 2011-julio de 2011)
- Taha Basry (julio de 2011-mayo de 2012)
- Ramadan El Sayed (mayo de 2012-mayo de 2013)
- Mokhtar Mokhtar (mayo de 2013-octubre de 2014)
- Ramadan El Sayed (octubre de 2014-julio de 2015)
- Ahmed Hassan (julio de 2015-diciembre de 2015)
- Talaat Youssef (diciembre de 2015-enero de 2017)
- Hassan Shehata (enero de 2017-abril de 2017)
- Mohamed Youssef (abril de 2017-diciembre de 2017)
- Tarek Yehia (diciembre de 2017-noviembre de 2018)
- Momen Soliman (noviembre de 2018-enero de 2019)
- Mohamed Ouda (enero de 2019-noviembre de 2019)
- Alaa Abdelaal (noviembre de 2019-diciembre de 2020)
- Rabie Yassin (marzo de 2021–mayo de 2022)
- Haitham Shaaban (julio de 2022-noviembre de 2022)
- Sayed Eid (noviembre de 2022-)[3]